# Бредли Баркола
Бредли Баркола (фр. Bradley Barcola, Вилербан, 2. септембар 2002) је француски фудбалер који тренутно наступа за Пари Сен Жермен и репрезентацију Француске. Игра на позицији крила.

## Успеси
Пари Сен Жермен
- Прва лига Француске (2) : 2023/24,[6] 2024/25.[7]
- Куп Француске (2) : 2023/24,[8] 2024/25.[9]
- Суперкуп Француске (2) : 2023,[10] 2024.[11]
- Лига шампиона (1) : 2024/25.[12]
- УЕФА суперкуп (1) : 2025.[13]
- Светско клупско првенство : финалиста 2025.